# 篠原俊哉
篠原俊哉（日语：／ Shinohara Toshiya，1959年10月29日—），日本男性動畫演出家、動畫導演。上智大學畢業。

## 來歷
1983年加入TMS Entertainment。最初在東京電影擔任製片人，後來轉行擔任演出，在導演出崎統的指導下，他作為副導演和演出參與了《網球甜心（OVA）》和《魯邦三世：再見，自由女神。危機一刻！》等作品。擔任導演後，他於1994年執導首部作品《麵包超人：大家集合！麵包超人世界》，並開始為《麵包超人》負責演出、分鏡、電影版導演的工作。
近年來常參與P.A.WORKS作品。

## 參加作品

### 電視動畫
1984年
- 魯邦三世 PARTIII（日语：ルパン三世 PARTIII）（—1985年，製作進行）

1986年
- Bug甜心（日语：Bugってハニー）（—1987年，分鏡）

1988年
- 麵包超人（1988年—，導演[注 1]、分鏡、演出）

1989年
- 魯邦三世：再見，自由女神。危機一刻！（日语：ルパン三世 バイバイ・リバティー・危機一発!）（助理導演）

1991年
- 青澀花園（演出）

1993年
- 疾風無敵銀堡壘（—1994年，分鏡）

1994年
- 魔法騎士雷阿斯（—1995年，分鏡）

1995年
- 夢幻遊戲（演出）

1996年
- 名偵探柯南（1996年—，演出）
- 魔法提琴手（—1997年，分鏡）

1998年
- 魯邦三世：炎之記憶 ～東京危機～（日语：ルパン三世 炎の記憶〜TOKYO CRISIS〜）（導演）

1999年
- 星界的紋章（分鏡、演出）

2000年
- 怪獸農場 ～前往傳說之路～（日语：モンスターファーム (アニメ)）（分鏡）
- 萬有引力（分鏡）
- 犬夜叉（—2004年，分鏡）

2001年
- 星界的戰旗II（分鏡）

2002年
- 人造人009 THE CYBORG SOLDIER（分鏡）
- 鬼眼狂刀KYO（演出）

2004年
- 陽光伴我行。（日语：まっすぐにいこう。）（分鏡）
- 御行者 AMDRIVER（日语：Get Ride! アムドライバー）（分鏡）

2005年
- 甲賀忍法帖（分鏡）
- 高機動交響曲GPO（—2006年，導演、分鏡、演出）

2006年
- 人造昆蟲KABUTOBORG V×V（—2007年，分鏡）

2007年
- 遙遠時空3 紅之月（導演）
- 金色琴弦 ～primo passo～（分鏡）
- 女優大試煉（演出）
- 王牌投手 振臂高揮（分鏡）
- 火箭女孩（分鏡）
- 機神大戰（分鏡）
- 天元突破 紅蓮螺巖（演出）
- 暮蟬悲鳴時解（分鏡）
- 龍鳴（—2008年，演出）
- 棋靈少女（—2008年，分鏡）

2008年
- 夏目友人帳（分鏡）
- 黑執事（—2009年，導演[1]、分鏡）

2009年
- 戰鬥司書 The Book of Bantorra（—2010年，導演、分鏡、演出）

2010年
- 聖誕之吻SS （分鏡）

2011年
- 靈異E接觸（分鏡、演出）
- 花開物語（分鏡、演出）
- 我們仍未知道那天所看見的花名。（分鏡、演出）
- 夏目友人帳 參（分鏡）
- 神樣DOLLS（分鏡）
- 最後流亡 -銀翼的飛夢-（演出）

2012年
- BLACK★ROCK SHOOTER（分鏡、演出）
- 銀魂'（分鏡）
- Another（分鏡、演出）
- 坂道上的阿波羅（分鏡）

2013年
- RDG 瀕危物種少女（導演[2]、分鏡、演出）
- 來自風平浪靜的明日（—2014年，導演[3]、分鏡、演出）

2014年
- GLASSLIP（分鏡、演出）
- 電波少女與錢仙大人（分鏡）
- selector spread WIXOSS（分鏡）
- 笑傲曇天（分鏡）

2015年
- 白箱（分鏡）
- 夏洛特（分鏡、演出、ED分鏡&演出）
- 赤髮白雪姬（分鏡）
- Dance with Devils（分鏡）

2016年
- 發條精靈戰記 天鏡的極北之星（分鏡）
- 夏目友人帳 伍（分鏡）

2017年
- 愛麗絲與藏六（分鏡）

2018年
- 魔法使的新娘（分鏡）
- 來自繽紛世界的明日（導演[4]、分鏡）

2019年
- 卡羅爾與星期二（分鏡）

2020年
- 寶石商人理察的謎鑑定（分鏡）
- LISTENERS 聆聽者（分鏡）
- 天晴爛漫！（分鏡）
- 戀與製作人 ～EVOL×LOVE～（分鏡）
- 富豪刑事 Balance:UNLIMITED（分鏡）
- 成神之日（分鏡）

2021年
- 白沙的Aquatope（導演[5]、分鏡）

2023年
- Buddy Daddies 殺手奶爸（分鏡）

2024年
- 烈焰先鋒 救國的橘衣消防員（分鏡）
- 少女如草花綻放（分鏡）

### 電影動畫
1985年
- 魯邦三世：巴比倫的黃金傳說（日语：ルパン三世 バビロンの黄金伝説）（製作進行）

1991年
- 甘巴與水獺的冒險（日语：ガンバの冒険）（助理導演、分鏡）

1992年
- 麵包超人：積木城的秘密（日语：それいけ!アンパンマン つみき城のひみつ）（助理導演）

1993年
- 麵包超人：恐龍諾西歷險記（日语：それいけ!アンパンマン 恐竜ノッシーの大冒険）（分鏡）

1994年
- 麵包超人：大家集合！麵包超人世界（日语：それいけ!アンパンマン リリカル☆マジカルまほうの学校#それいけ!アンパンマン みんな集まれ! アンパンマンワールド）（導演）

1995年
- 麵包超人：打倒幽靈船!!（日语：それいけ!アンパンマン ゆうれい船をやっつけろ!!）（分鏡）
- 安妮日記（助理導演）

1996年
- 魯邦三世 DEAD OR ALIVE（日语：ルパン三世 DEAD OR ALIVE）（分鏡、演出）

1997年
- 麵包超人：彩虹金字塔（日语：それいけ!アンパンマン 虹のピラミッド）（故事分鏡）

1999年
- 麵包超人：當勇氣之花朵綻放時（日语：それいけ!アンパンマン 勇気の花がひらくとき）（導演、故事分鏡）

2000年
- 看見風的少年 The Boy Who Saw The Wind（日语：風を見た少年）（動畫導演）

2001年
- 犬夜叉：跨越時代的思念（導演、分鏡）

2002年
- 犬夜叉：鏡中的夢幻城（導演、分鏡）

2003年
- 麵包超人：怪傑青蔥人與DoReMi公主（日语：それいけ!アンパンマン ルビーの願い#それいけ!アンパンマン 怪傑ナガネギマンとドレミ姫）（導演）
- 犬夜叉：天下霸道之劍（導演、分鏡）

2004年
- 犬夜叉：紅蓮的蓬萊島（導演、分鏡）

2006年
- 劇場版 遙遠時空：舞一夜（導演、分鏡）

2012年
- 麵包超人：節奏遊戲 麵包超人與不可思議的遮陽傘（導演）

2018年
- 道別的早晨就用約定之花點綴吧（副導演、分鏡、演出）

2025年
- 與愛麗絲夢遊仙境 -Dive in Wonderland-（導演[6]）

### OVA
1987年
- Space Fantasia 2001夜物語（日语：2001夜物語#スペース・ファンタジア 2001夜物語）（演出助手）

1988年
- 網球甜心2（分鏡、演出）

1989年
- 華星夜曲（日语：華星夜曲）（分鏡、演出）

1990年
- Goddamn（日语：ガッデム）（分鏡、演出）

1991年
- Wizardry（分鏡）
- 銀河英雄傳說 (第2期)（分鏡）

1992年
- D-1 DEVASTATOR（日语：D-1 DEVASTATOR）（演出）

1994年
- 搞怪拍檔 FLASH（演出）
- 火星（日语：マーズ (漫画)）（演出）

1996年
- 銀河英雄傳說 (第4期)（分鏡、演出）

1998年
- 櫻花大戰 櫻華絢爛（分鏡、演出）

2000年
- 極速戰警（日语：エクスドライバー）（—2001年，分鏡、演出）

## 腳註

## 相關項目
- 日本動畫師列表（日语：アニメ関係者一覧）

## 外部連結
- （日語）—篠原俊哉的官方個人網站。